# Petrobius
Petrobius is een geslacht van rotsspringers uit de familie van de Machilidae.

## Soorten
- Petrobius adriaticus Verhoeff, 1910
- Petrobius brevistylis Carpenter, 1913
- Petrobius canadensis Paclt, 1969
- Petrobius crimeus Kaplin, 1983
- Petrobius lohmanderi Agrell, 1944
- Petrobius maritimus (Leach, 1809)
- Petrobius ponticus Wygodzinsky, 1959